# Friedrich Ernst Hunsche

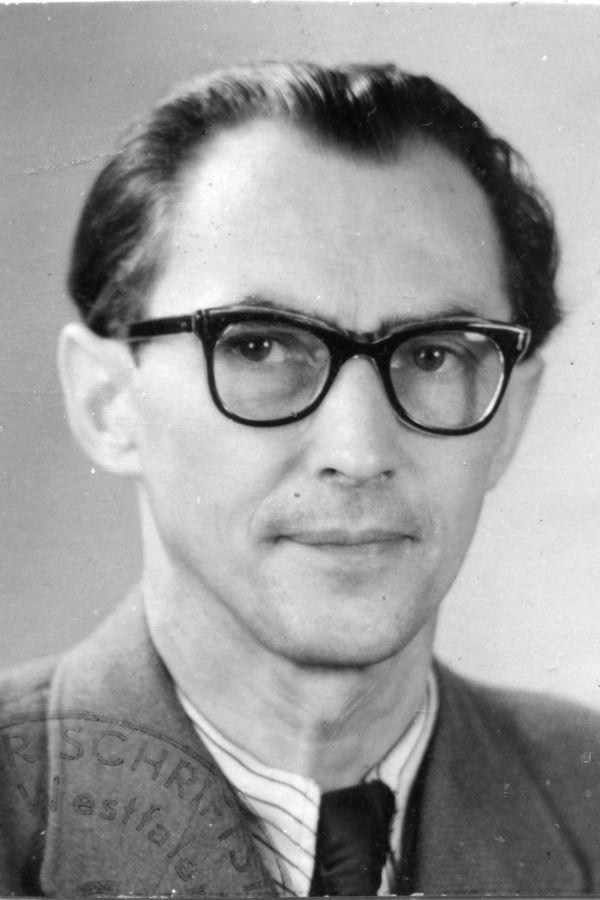
Friedrich E. Hunsche, 1960

Friedrich Ernst Hunsche (* 1. September 1905 in Lienen; † 13. August 1994 in Isernhagen) war ein deutscher Autor in hochdeutscher und plattdeutscher Sprache im Tecklenburger Land. Der Schriftsteller, Sprachforscher, Genealoge, Heimatforscher und Archivar arbeitete als Autodidakt bis ins hohe Alter.

## Leben
Friedrich Ernst Hunsche wurde in Lienen-Aldrup geboren und wuchs auf dem elterlichen Bauernhof in Lienen-Meckelwege auf. Sein Vater war außerdem Stellmacher, seine Mutter Krankenschwester. Nach dem Besuch der Volksschule (1911–1918) begann er 1920 zunächst eine Lehre als Schlosser, beendete diese jedoch nach drei Jahren aus gesundheitlichen Gründen ohne Abschluss. Unterstützt von seinen Eltern entdeckte er schon früh sein Interesse am Schreiben in Gedichten und in Prosa sowie für die Naturwissenschaften. Ab 1922 besuchte er die Gewerbeschule, von 1923 bis 1924 einen Fernkurs am Deutschen Technikum, um Techniker zu werden.
Von 1927 bis 1928 war Hunsche Hospitant beim Germanisten und Volkskundler Friedrich von der Leyen an der Universität Köln, danach lebte er als freier Schriftsteller in Lienen. Ab 1940 arbeitete er als Angestellter im Arbeitsamt in Lengerich, nach 1946 wiederum als freier Schriftsteller in Lengerich, Brochterbeck und Ibbenbüren. Von 1960 bis 1979 war er außerdem Bibliothekar, Museumsleiter und Kreisarchivar in Tecklenburg tätig. Hunsche war eng befreundet mit dem Graphiker, Maler und Fotografen Hans Frers in Tecklenburg. 
Am 17. September 1941 heiratete er die Lehrerin Frieda Elisabeth Sudhaus, geboren in Südbrasilien (Rio Grande do Sul), Tochter des Auswanderers und Pfarrers Paul Sudhaus und Enkel des Pfarrers und Missionars in Südbrasilien Heinrich Wilhelm Hunsche; sie hatten drei Kinder. Im Frühjahr 1945 wurden die Volksschule in Lengerich-Hohne, in welcher sie wohnten, durch einen Bombenangriff zerstört und ein großer Teil ihres Besitzes vernichtet; die Familie blieb im Keller unverletzt. Ab 1993 bis zu seinem Tode 1994 lebte er gemeinsam mit seiner Frau in der Nähe des Sohnes Udo Ernst Hunsche in Isernhagen. Frieda Hunsche überlebte ihren Mann um ein Jahr; beide sind auf dem Hauptfriedhof Ibbenbüren beerdigt.

## Leistungen

Friedrich Ernst Hunsche, 1980

Friedrich Ernst Hunsche interessierte sich schon früh für Naturwissenschaften und Literatur und schrieb mit 13 Jahren erste Märchen und Gedichte. Den ersten Gedichtband gab er 1924 heraus. Er lernte die Sprachen Englisch, Italienisch, Spanisch und Esperanto. In Esperanto schrieb er Gedichte.
Er baute bereits 1917 seinen ersten Fotoapparat, noch erhaltene Platten zeigen die Menschen in seiner Umgebung. Mit dem Anfertigen von Pass- und Familienbildern beschaffte er sich die finanziellen Mittel für Bücher. Bis ins hohe Alter hat er seine Heimat sowie Mitmenschen fotografiert.
Das Schwergewicht seiner Aktivitäten lag auf schriftstellerischem und journalistischem Gebiet. Neben fachlich geprägten Büchern schrieb er zahlreiche Gedichte und Aphorismen; einen Teil davon veröffentlichte er in Gedichtbänden – teilweise handschriftlich. Ferner schrieb er Hörspiele und Dramen, einige davon wurden aufgeführt, zuletzt 2012 anlässlich der Feierlichkeiten zum 700-jährigen Jubiläum von Kattenvenne.
Bekannt wurde Friedrich Ernst Hunsche durch die Sammlung und Veröffentlichung von Sagen und Geschichten aus seiner westfälischen Heimat sowie durch heimatgeschichtliche und genealogische Arbeiten und Bücher. Für zahlreiche Bücher und Dokumentationen über den Kreis Tecklenburg und dessen Gemeinden zeichnet er als Autor oder Mitautor verantwortlich. Ferner arbeitete er an Bildbänden des Tecklenburger Landes mit.
Eine wichtige Seite seiner Tätigkeit war der Dokumentation und dem Erhalt der plattdeutschen Sprache Westfalens, insbesondere des Tecklenburger Landes, gewidmet. Er hielt dazu Vorträge, seine Arbeiten auf diesem Gebiet umfassen ein Wörterbuch, eine Grammatik, eine Phonetik sowie zahlreiche Geschichten und Gedichte. Ferner übersetzte er Teile der Bibel (Psalmen, Evangelien, Glaubensbekenntnis, Vaterunser). Hunsches plattdeutsche Geschichten sind in zehn Bänden bei Schöningh erschienen. Friedrich E. Hunsche schrieb auch über die Entwicklung des Leinenhandels der Tödden, der im Tecklenburger Land eine wichtige Rolle spielte. Ferner interessierte er sich für die Geheimsprache der Tödden, dem Humpisch.

Gedicht 1981

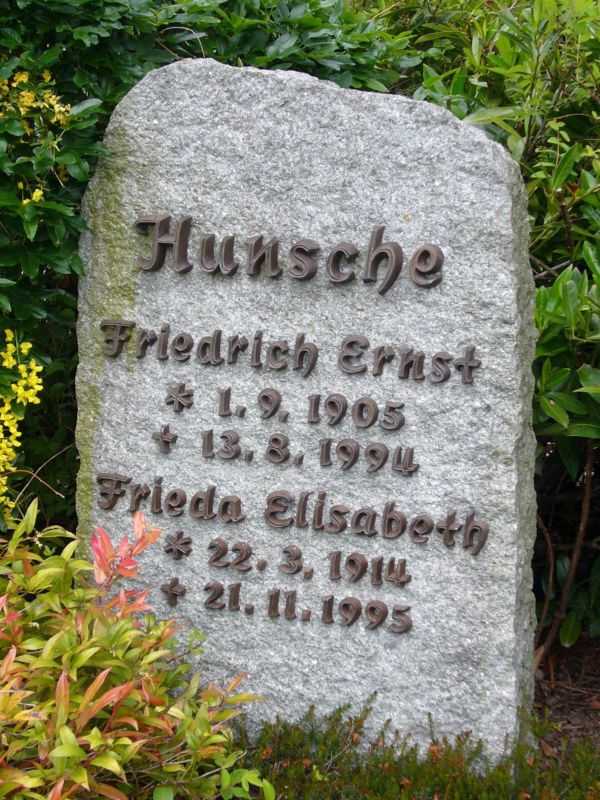
Grabstein von F. E. Hunsche und Frau Frieda, 2007

Er betrieb intensiv Ahnenforschung und dokumentierte die Auswanderung aus dem Kreis Steinfurt nach Nord- und Südamerika auf der Grundlage von Archiven nahezu vollständig. Als vorbildlich gilt sein Buch „Unsere Ahnen, Geschichte der Familien Hunsche aus Westfalen“ (1976, Selbstverlag). Zahlreichen Menschen aus dem In- und Ausland konnte er durch seine umfassenden Kenntnisse helfen, ihre Vorfahren zu entdecken. Hierzu hat er mit nationalen und internationalen genealogischen Instituten zusammengearbeitet.
Als Journalist schrieb er ab 1928 regelmäßig Zeitungs- und Zeitschriftenartikel. Als Schriftsteller und Wissenschaftler verfasste er über 40 Bücher, entweder als Verfasser oder als Mitarbeiter.
Seine Arbeit als Schriftsteller, Heimatforscher, Genealoge und Sprachforscher hat er in zahlreichen Büchern zusammengestellt. Die Geschichte des Kreises Tecklenburg und später des Kreises Steinfurt ist durch seine Arbeiten dokumentiert worden.
Sein Nachlass mit umfangreichen Karteien, Urkunden, unveröffentlichten Manuskripten und Dokumentationen und seiner Bibliothek wird im Hunsche-Archiv in Lengerich-Wechte durch den Förderverein Talaue südliches Tecklenburg e. V. mit finanzieller Unterstützung der Nordrhein-Westfalen-Stiftung Naturschutz, Heimat- und Kulturpflege und durch die Gesellschaft zur Förderung gemeinnütziger Zwecke im Kreis Steinfurt mbH aufgearbeitet und katalogisiert. Das Hunsche-Archiv ist Interessenten seit November 2007 für Studien zugänglich. Es wird auch für Lesungen hochdeutscher und plattdeutscher Texte aus seinem Nachlass genutzt.
Am 29. April 2015 wurden aus dem Nachlass des ehemaligen Kreisheimatpflegers Friedrich Schmedt aus Lienen gesammelte Berichte und Briefe zur Auswanderung aus dem Kreis Tecklenburg an das Hunsche-Archiv übergeben. Er hat eng mit F. E. Hunsche bei der Heimatforschung und der Pflege der plattdeutschen Sprache zusammengearbeitet.
Das gesamte Hunsche-Archiv ist im Herbst 2024 umgezogen und hat seinen Sitz im Kreisarchiv des Kreises Steinfurt in Steinfurt.
Gedicht „Ahnenkette“, gesprochen vom Verfasser F. E. Hunsche, 1976ⓘ

## Auszeichnungen
- 1982 wurden seine Verdienste um Heimatgeschichte, Heimatkunde und Familienchroniken mit dem Bundesverdienstkreuz am Bande gewürdigt.
- 1988 erhielt er den Wilhelm-Fredemann-Gedächtnispreis des Heimatbundes Osnabrücker Land e. V. für seine besonderen Verdienste um die Pflege und Förderung der Plattdeutschen Sprache.